# 한상구
한상구(韓相九, 1976년 8월 15일 ~ )은 대한민국 축구 선수로서 포지션은 멀티플레이어이다.

## 축구인 경력

### 선수 경력
1999년 안양 LG 치타스 (현 FC 서울)에 입단하였다.